# Liste der Kellergassen in Enzersdorf an der Fischa
Die Liste der Kellergassen in Enzersdorf an der Fischa führt die Kellergassen in der niederösterreichischen Gemeinde Enzersdorf an der Fischa an.
| Foto |                 | Kellergasse   | Standort                              | Beschreibung |
| ---- | --------------- | ------------- | ------------------------------------- | --- |
| BW   | Datei hochladen | „An der B10“  | KG: Enzersdorf an der Fischa Standort | Die Kellergasse ist eine einseitige Einzelkellergasse in Hanglage. Sie besteht aus 21 Gebäuden und hat eine Länge von 300 Metern. Die älteste Datierung geht auf das Jahr 1789 zurück.                 |
| ja   | Datei hochladen | Huberzeile    | KG: Enzersdorf an der Fischa Standort | Die Kellergasse ist eine einseitige Einzelkellergasse in Hanglage. Sie besteht aus 33 Gebäuden und hat eine Länge von 500 Metern.                                                                      |
| BW   | Datei hochladen | Loamgstetten  | KG: Enzersdorf an der Fischa Standort | Die Kellergasse ist eine beidseitige Einzelkellergasse in Hohlweglage. Sie besteht aus 8 Gebäuden und hat eine Länge von 100 Metern. Die älteste Datierung geht auf das Jahr 1871 zurück.              |
| ja   | Datei hochladen | Mitterbergweg | KG: Enzersdorf an der Fischa Standort | Die Kellergasse ist eine beidseitige Einzelkellergasse in Hohlweg- und Grabenlage. Sie besteht aus 28 Gebäuden und hat eine Länge von 250 Metern. Die älteste Datierung geht auf das Jahr 1863 zurück. |
| BW   | Datei hochladen | Neuer Berg    | KG: Enzersdorf an der Fischa Standort | Die Kellergasse ist eine einseitige Einzelkellergasse an einer Geländekante. Sie besteht aus 18 Gebäuden und hat eine Länge von 250 Metern. Die älteste Datierung geht auf das Jahr 1887 zurück.       |

| Foto:                    | Fotografie der Kellergasse (Gesamtheit). Klicken des Fotos erzeugt eine vergrößerte Ansicht. Daneben finden sich zwei Symbole: \| Weitere Bilder vorhanden \| Das Symbol bedeutet, dass weitere Fotos des Objekts verfügbar sind. Durch Klicken des Symbols werden sie angezeigt. \| \| Eigenes Foto hochladen \| Durch Klicken des Symbols können weitere Fotos des Objekts in das Medienarchiv Wikimedia Commons hochgeladen werden. \| |
| Name:                    | Bezeichnung der Kellergasse |
| Standort:                | Es ist die Katastralgemeinde (KG) angegeben. Durch Aufruf des Links Standort wird die Lage der Kellergasse in verschiedenen Kartenprojekten angezeigt. |
| Beschreibung             | Kurze Beschreibung der Kellergasse |
| Weitere Bilder vorhanden | Das Symbol bedeutet, dass weitere Fotos des Objekts verfügbar sind. Durch Klicken des Symbols werden sie angezeigt. |
| Eigenes Foto hochladen   | Durch Klicken des Symbols können weitere Fotos des Objekts in das Medienarchiv Wikimedia Commons hochgeladen werden. |